# Коломийчук Михайло Васильович
Коломийчук Михайло Васильович (5 січня 1957, с. Люча, УРСР — 16 квітня 2023, Львів, Україна) — український художник-символіст, що працював у жанрах символізму та авангардизму.
Навчався у Коломийській студії образотворчого мистецтва (1973–1974).
Закінчив Львівський інститут прикладного та декоративного мистецтва (1976–1981).
Працював художником-технологом на Дарницькому шовковому комбінаті у Києві, а з 1987 року викладав рисунок, живопис і композицію у Київській дитячій художній школі № 6 (1987–1991).
З 1993 по 2023 рік працював викладачем у Львівському коледжі декоративного та ужиткового мистецтва.
Член Національної спілки художників України (з 1990 року).
Учасник вітчизняних і міжнародних художніх виставок. Персональні виставки — у Києві (1993, 1996, 2002), Львові (1994, 2005, 2008), Самборі (Львівська обл., 2009).
Тематика його творчості пов'язана з українською історією, культурою, духовним світом.